# Obvodny kanal (métro de Saint-Pétersbourg)
Pour les articles homonymes, voir Obvodny kanal.
Obvodny kanal (en russe : Обводный канал) est une station de la ligne 5 du Métro de Saint-Pétersbourg. Elle est située dans le raïon de Frounzé, à Saint-Pétersbourg en Russie.
Mise en service en 2010, elle est desservie par les rames circulants sur la ligne 5.

## Situation sur le réseau

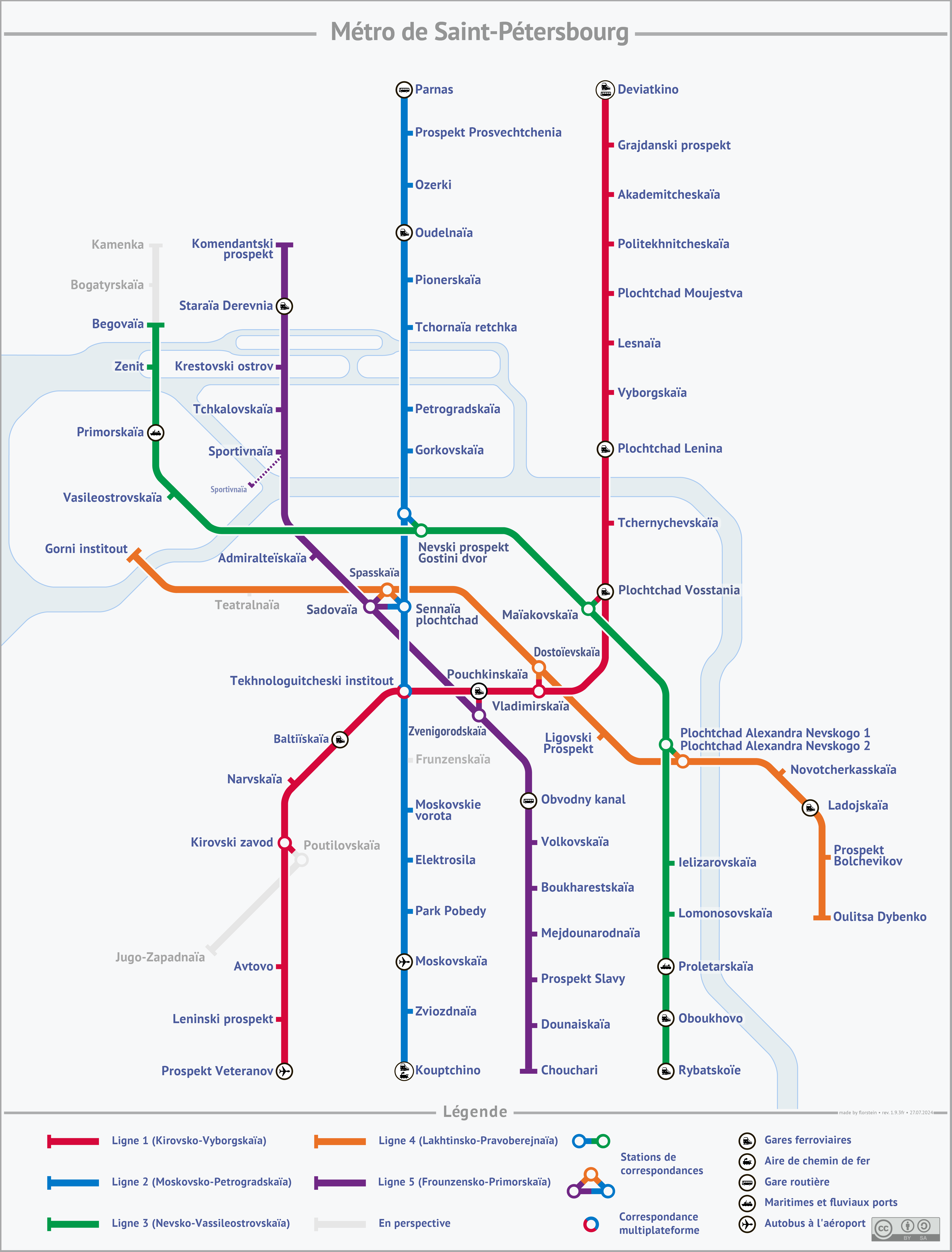
Plan du métro.

Établie en souterrain, à 61 mètres de profondeur, Obvodny kanal est une station de passage de la ligne 5, du métro de Saint-Pétersbourg. Elle est située entre la station Zvenigorodskaïa, en direction du terminus nord Komendantski prospekt, et la station Volkovskaïa, en direction du terminus sud Chouchary.
Elle dispose d'un quai central encadré par les deux voies de la ligne.

## Histoire
La station Obvodny kanal est mise en service le 30 décembre 2010, lors de l'ouverture à l'exploitation de cette station ajoutée sur la Ligne 5 du métro de Saint-Pétersbourg. 

## Services aux voyageurs

### Accès et accueil
Elle dispose, en surface, d'un hall d'accès au rez-de-chaussée du bâtiment. Il est en relation avec le nord du quai par un tunnel en pente, équipé d'escaliers mécaniques, prolongé par un couloir aboutissant sur le quai par un escalier fixe.

### Desserte
Obvodny kanal est desservie par les rames de la ligne 5 du métro de Saint-Pétersbourg.

Installations et desserte
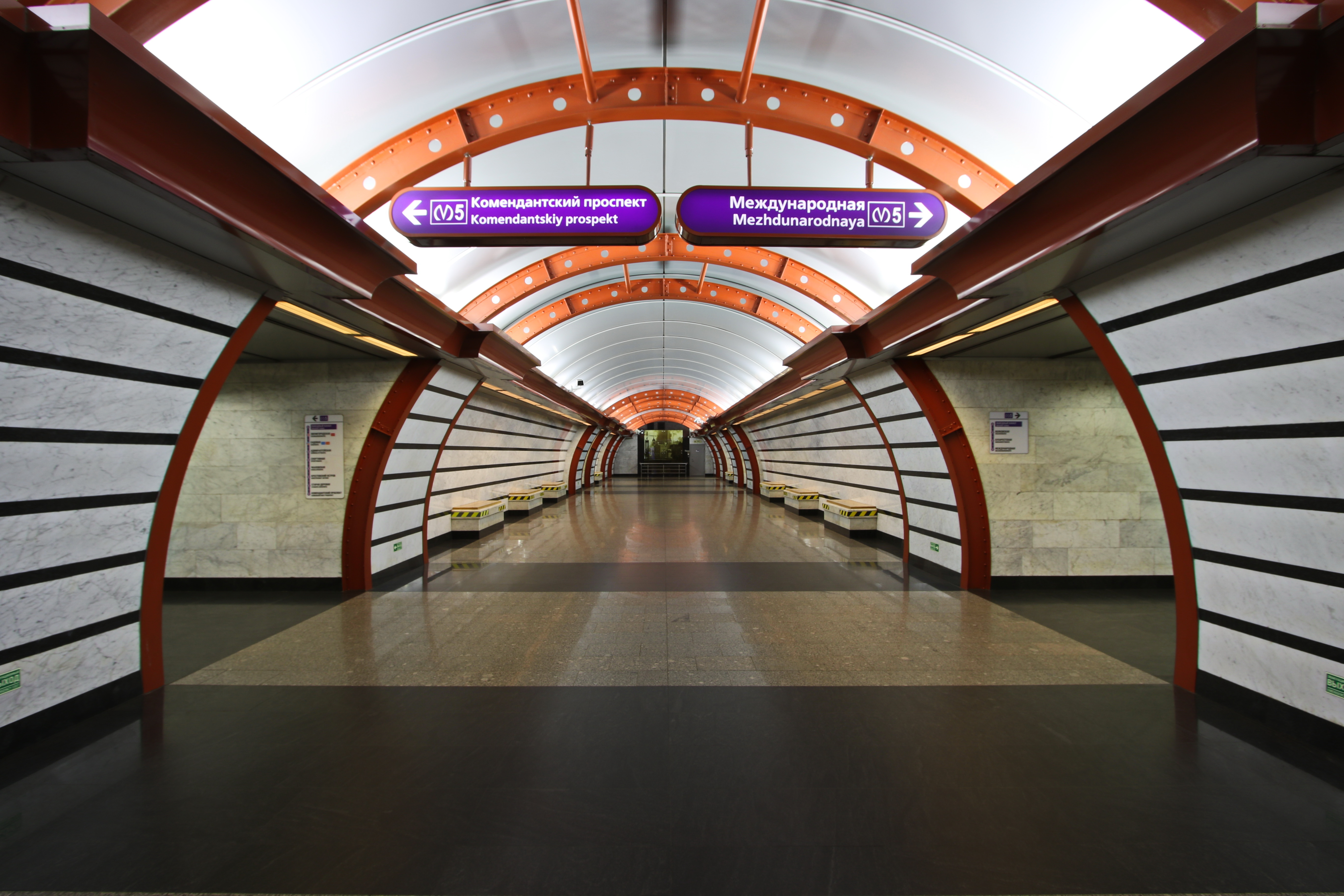
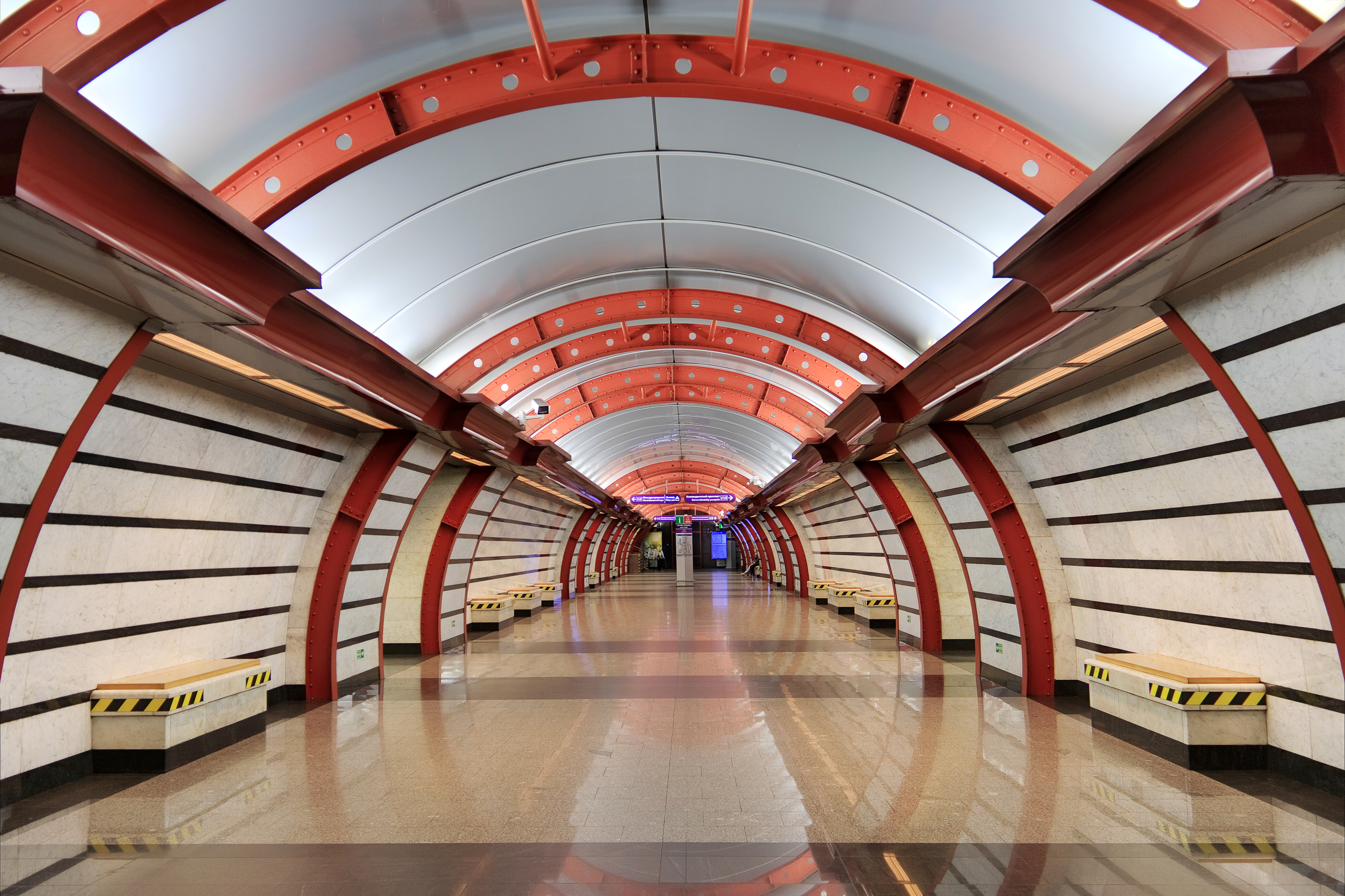
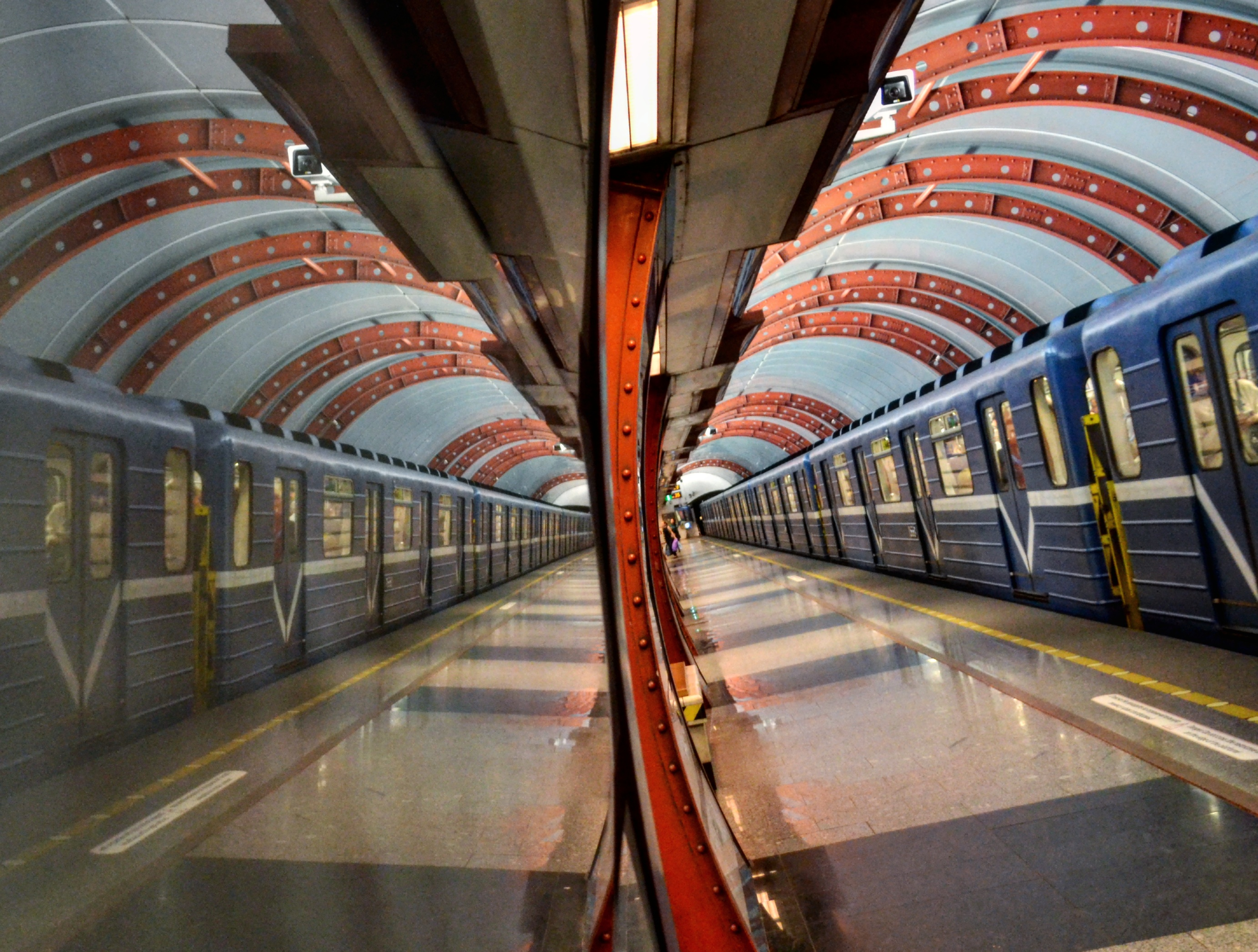

### Intermodalité
À proximité : une station du tramway de Saint-Pétersbourg est desservie par les lignes 16, 25 et 49 ; et des arrêts de bus sont desservis par plusieurs lignes.

## À proximité
- Canal Obvodny